# Enrico Alderotti
Enrico Alderotti (La Spezia, 18 aprile 1935 – Chiavari, 20 marzo 2008) è stato un giornalista e scrittore italiano.

## Biografia
Ha cominciato l'attività giornalistica nel 1956, come collaboratore di Paese Sera e della Gazzetta del Popolo. Nel 1958 ha iniziato a lavorare nella redazione spezzina de Il Secolo XIX, avviando così una collaborazione proseguita ininterrottamente fino al 1981 e che lo ha portato al vertice della redazione genovese con la qualifica di caporedattore centrale. Nel 1982 eccolo vicedirettore del settimanale Il Buongiorno, poi a Il Lavoro, storica testata genovese che, dopo aver fatto parte del Gruppo Rizzoli, sarà acquisita del Gruppo Editoriale L'Espresso e assorbita nel quotidiano La Repubblica.
Alderotti, che nel frattempo aveva già firmato articoli su periodici quali La Rivista Marittima, Mondo Sommerso e Mondo Barca, verso la fine degli anni ottanta venne distaccato per un breve periodo a La Provincia Pavese collaborando con Finegil e la sua catena di giornali regionali.
In pensione dal 1993, ha continuato a scrivere per quotidiani e periodici, dedicandosi attivamente alla sua grande passione: le ricerche storiche. Ha pubblicato due storie brevi: Ansaldo (che ripercorre le vicende del grande cantiere genovese) e La Marina Militare e La Spezia; quindi, con i tipi di Imago Media, il volume storico Porto Lunae rinasce e Il Libro delle Capitanerie di Porto / Guardia Costiera. 

Infine, i due libri, editi da De Ferrari, che lo hanno segnalato a pubblico e critica come prezioso divulgatore: Liguri dimenticati. Un grande popolo dall'Arno ai Pirenei (marzo 2007) e Cronaca dal Medioevo. Schiavi, pirati e Templari nel Mediterraneo e in Liguria (gennaio 2008).
È morto a Chiavari, dove viveva da quarant'anni, il 20 marzo 2008.
| Controllo di autorità | VIAF (EN) 29309530 · ISNI (EN) 0000 0000 4870 2432 · SBN UMCV039602 · LCCN (EN) no2007056594 · BNF (FR) cb15743809x (data) |